# Alberto Fernández (sportskytt)

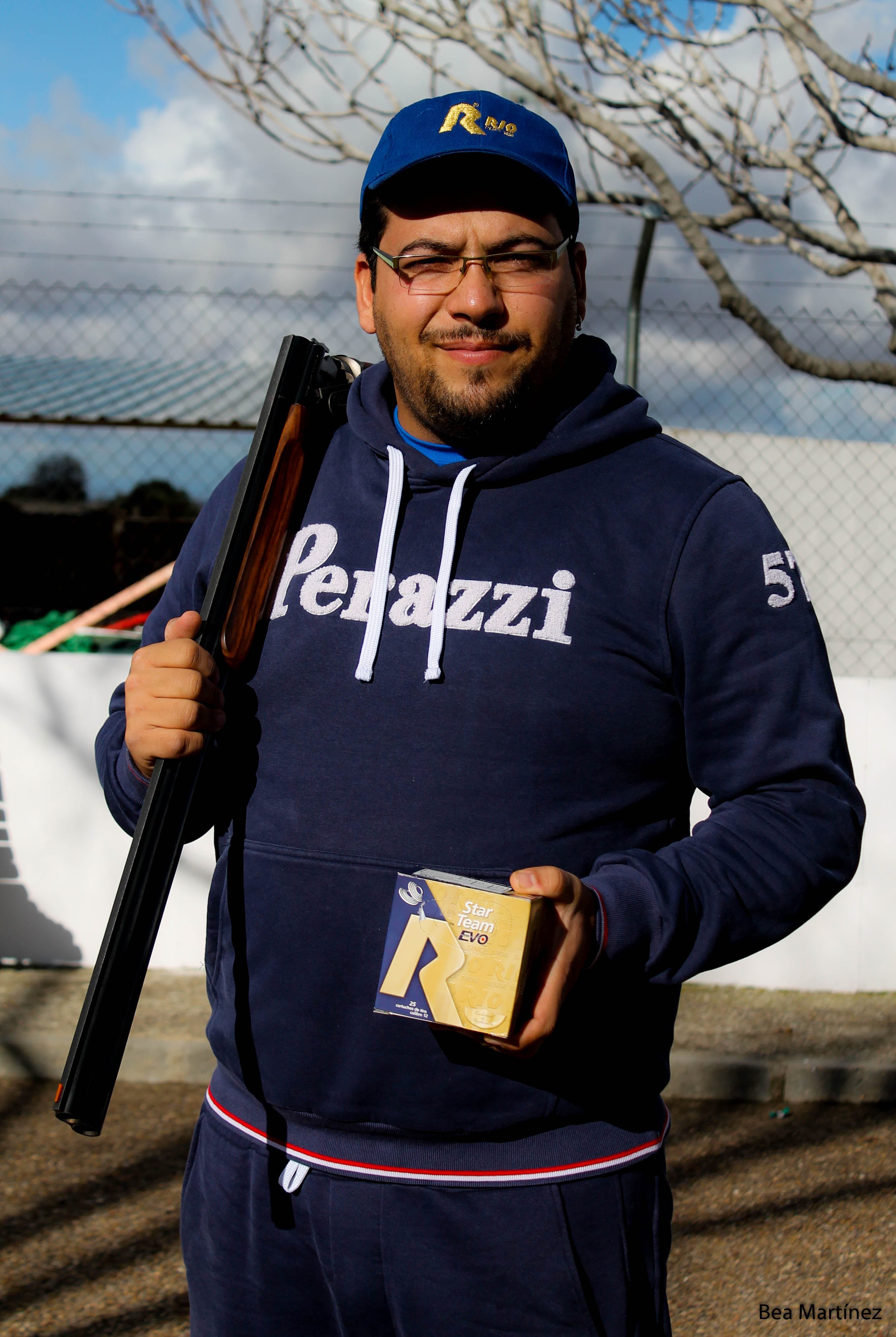
Alberto Fernández

Alberto Fernández, född 16 juni 1983 i Madrid, är en spansk sportskytt.
Han blev olympisk guldmedaljör i trap vid sommarspelen 2020 i Tokyo.